# Broadfield Stadium
Das Broadfield Stadium ist ein Fußballstadion in der englischen Stadt Crawley der Grafschaft West Sussex. Der örtliche Fußballclub Crawley Town (Spitzname: The Red Devils; deutsch Die roten Teufel) nutzt das städtische Stadion im Ortsteil Broadfield seit 1997. Es bietet den Fans heute 6.134 Plätze. Vom 1. September 2013 bis 2018 trug das Stadion den Sponsorennamen Checkatrade.com Stadium. Der Sponsoringvertrag hatte eine Dauer von fünf Jahren. Nach dem Ende hieß das Stadion wieder Broadfield Stadium. Von Mitte Dezember 2018 bis Juli 2022 trug es den Sponsorennamen Peoples Pension Stadium.

## Geschichte
Das Broadfield Stadium ersetzte nach 48 Jahren den alten Town Mead Ground. Die offizielle Eröffnung der 5,2 Millionen £ teuren Anlage fand am 19. Oktober 1997 durch den britischen Sportminister Tony Banks statt. Schon am 24. Juli des Jahres trafen Crawley Town und Port Vale zum ersten Spiel im Broadfield Stadium zusammen.
Die Haupttribüne im Westen war bis 2012 der einzige Rang im Broadfield mit Sitzplätzen und erstreckt sich zu zwei Drittel der Spielfeldlänge. Ein kleiner Teil der Plätze ist am nördlichen Ende für die Gästefans reserviert; zusätzlich beherbergt sie auch die Plätze für die Besucher im Rollstuhl. Die Sitzreihen des Baus liegen erhöht, was den Überblick auf das Spielgeschehen verbessert. Im Inneren befinden sich unter anderem die Umkleidekabinen, die Vereinsbüros, der Hospitality-Bereich mit Restaurant, Bar und Pub sowie der Fanshop. Des Weiteren verfügt das Stadion über ein klimatisiertes Business-Center mit 160 Plätzen für Tagungen, Seminare sowie Hochzeiten, Jubiläen und ähnlichen Veranstaltungen mit 200 Plätzen.
Hauptsächlich sind die Fans der gegnerischen Mannschaft auf dem gedeckten Stehplatzrang im Norden untergebracht. Die beiden Hintertortribünen verlaufen um die Spielfeldecken und schließen an der Haupttribüne an. Bis 2012 war der East Stand eine Stehtraverse, bevor ein Neubau diese ersetzte. Der Verein eröffnete im April 2012 den neuen East Stand mit 2.154 Sitzplätzen; damit erhöhte sich das Fassungsvermögen von etwa 5.000 auf knapp 6.000 Zuschauer. Die Baukosten von einer Million £ teilen sich zwischen dem Verein und einem Zuschuss der Football Foundation auf. Im Zuge der Umbenennung des Stadions erhielt der East Stand den Namen Checkatrade.com Stand.

## Zuschauerschnitt
Der Zuschauerrekord stammt vom 5. Januar 2013, als 5.880 Besucher das Spiel im FA Cup der dritten Runde gegen den FC Reading verfolgten.
- 2010/11: 2.535 (Conference National)
- 2011/12: 3.256 (Football League Two)
- 2012/13: 3.408 (Football League One)
- 2013/14: 3.486 (Football League One)
- 2014/15: 2.709 (Football League One)
- 2015/16: 2.421 (Football League Two)
- 2016/17: 2.492 (EFL League Two)
- 2017/18: 2.268 (EFL League Two)

## Tribünen
- West Stand – Haupttribüne, West, Sitzplätze, überdacht, Gästebereich
- Checkatrade.com Stand – Gegentribüne, Ost, Sitzplätze, überdacht
- KR-L Stand – Hintertortribüne, Süd, Stehplätze, überdacht
- Bruce Winfield Stand – Hintertortribüne, Nord, Stehplätze, überdacht, Gästebereich

## Galerie

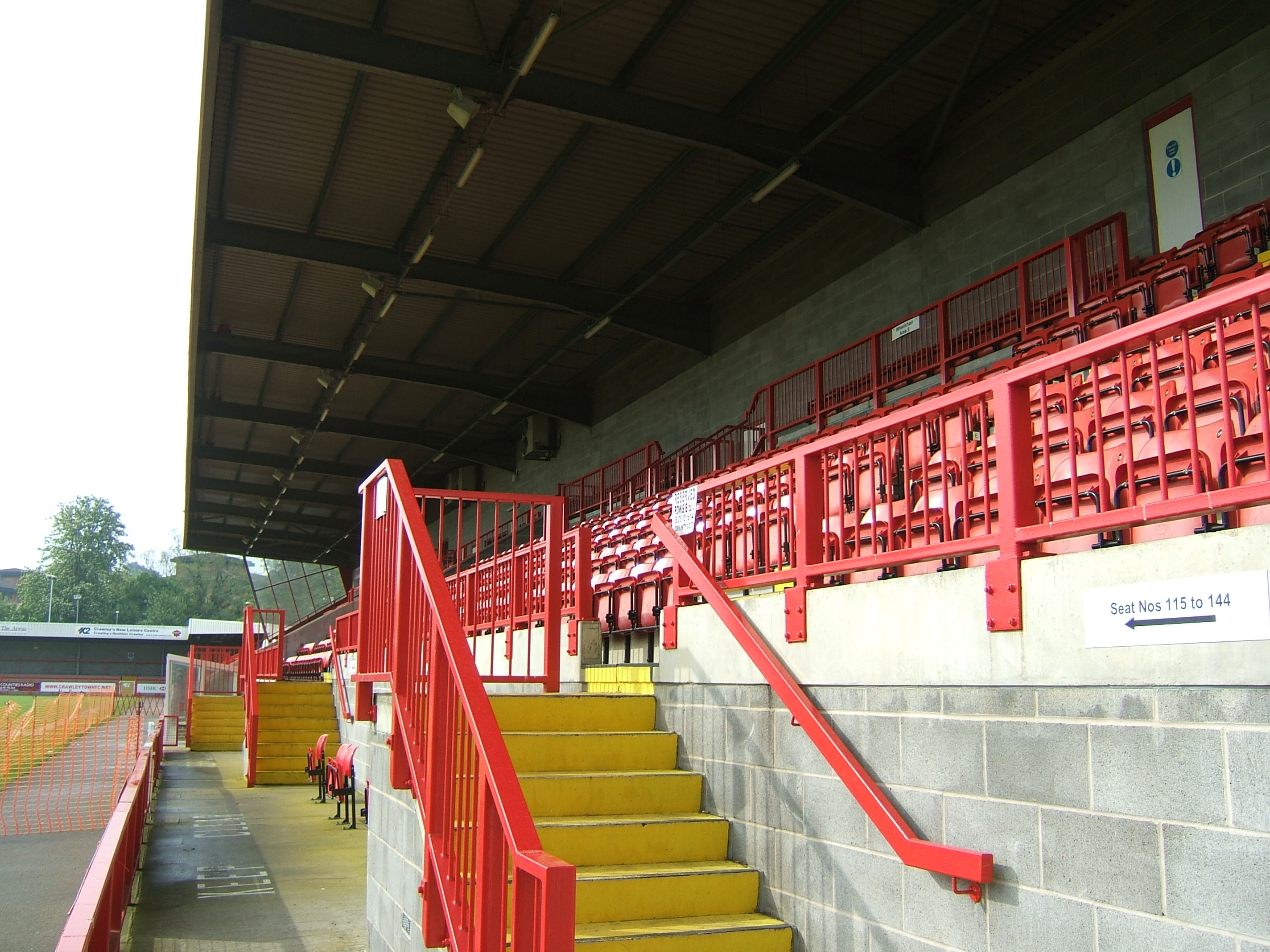
Die Haupttribüne im Westen
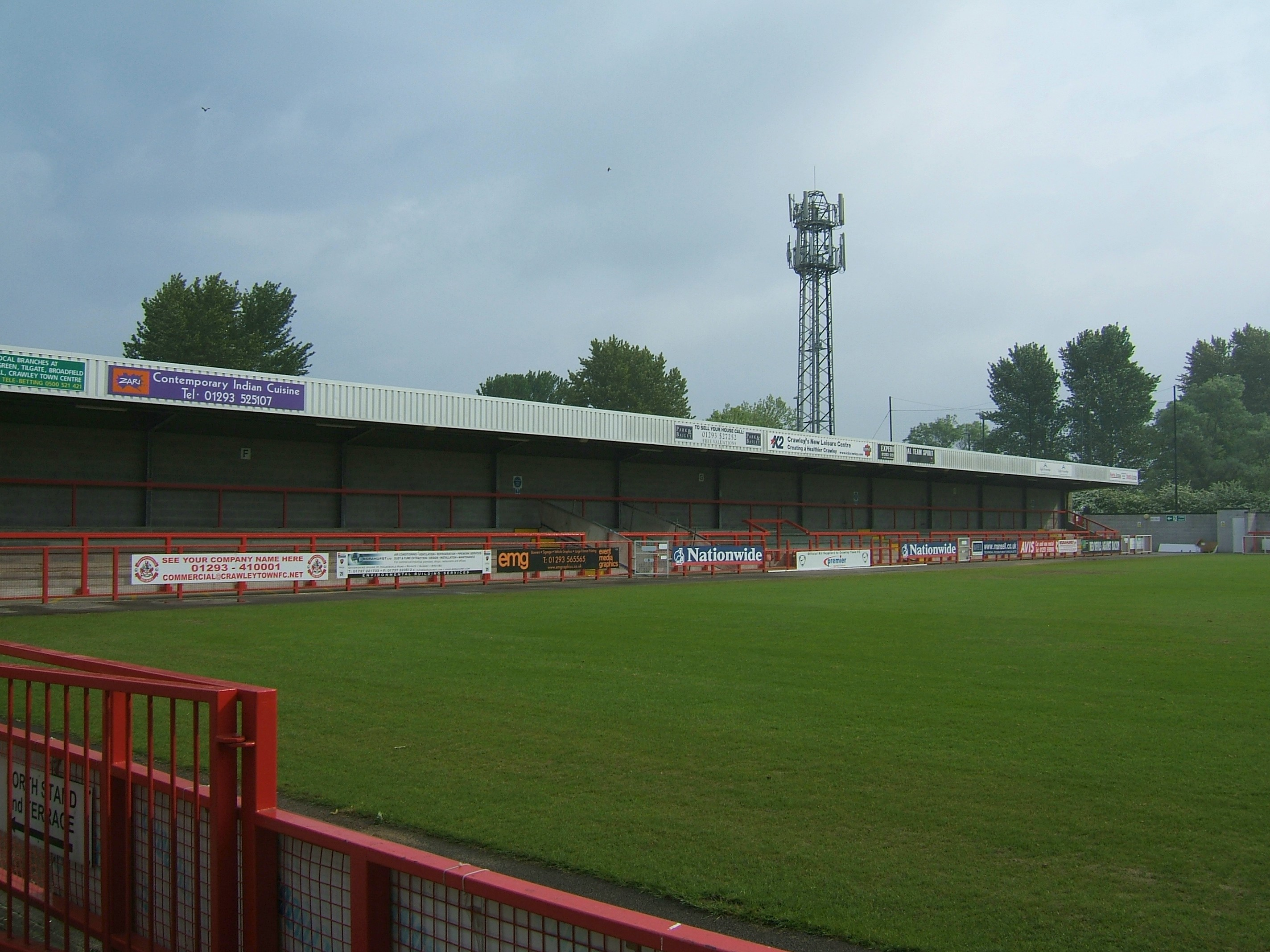
Der Bruce Winfield Stand